# Vulcanodon karibaensis
Il vulcanodonte (Vulcanodon karibaensis) era un dinosauro erbivoro appartenente ai sauropodi ritrovato in strati risalenti alla prima parte del Giurassico in Zimbabwe.

## Un sauropode primitivo
Questo dinosauro è molto importante, perché testimonia le prime fasi dell'evoluzione dei sauropodi, ossia i grandi erbivori con collo e coda lunghi. Dapprima classificato come un prosauropode evoluto, si è poi capito che alcune caratteristiche (gli arti colonnari, ad esempio) lo avvicinavano maggiormente ai sauropodi. Il vulcanodonte, lungo circa 6,5 metri, è stato classificato in una famiglia a sé stante, quella dei vulcanodontidi, nella quale sono stati poi inclusi altri sauropodi primitivi come Barapasaurus, Ohmdenosaurus e Kotasaurus.

## Denti di carnivoro e un corpo da erbivoro

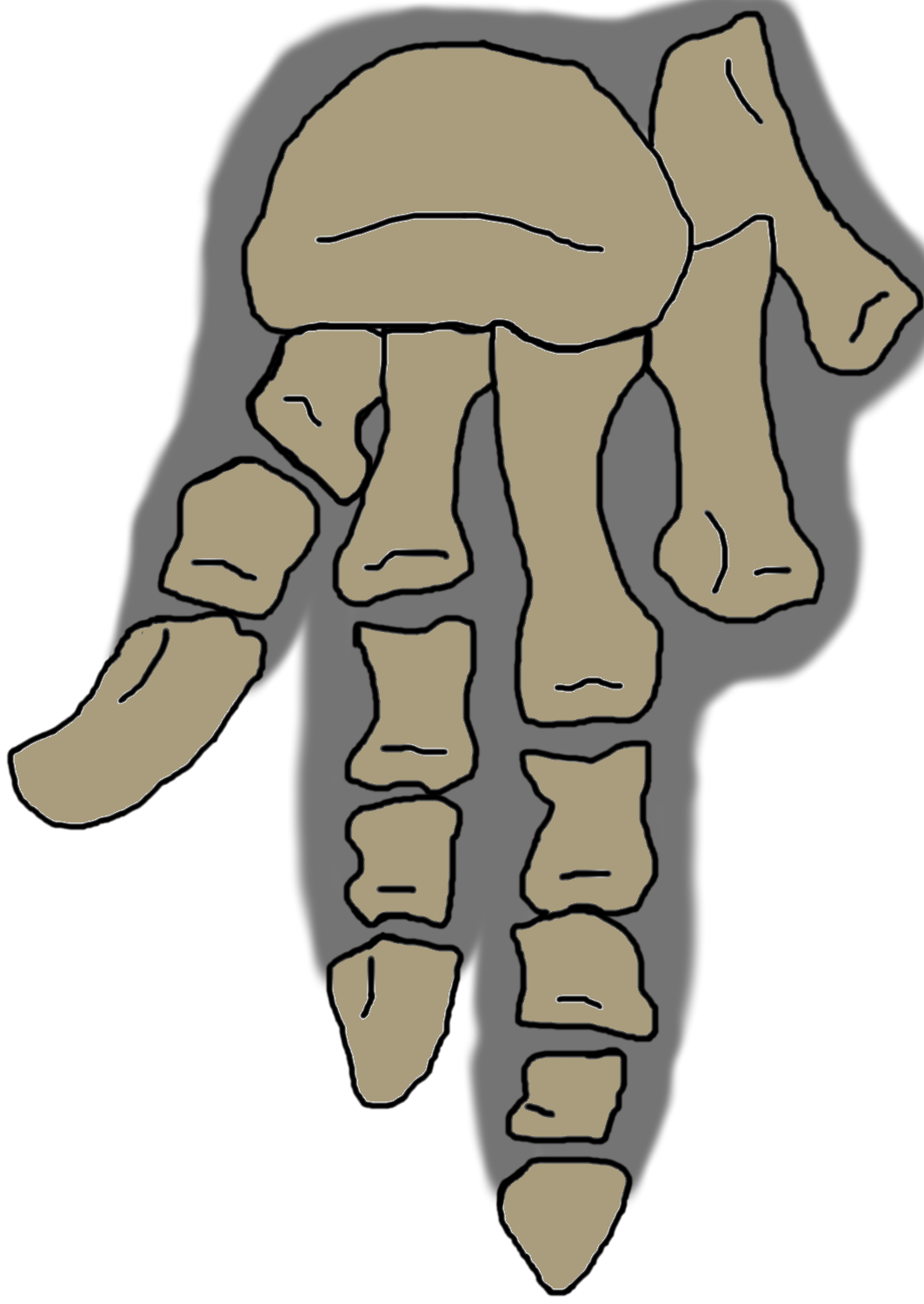
Ricostruzione del piede di Vulcanodon karibaensis

Il nome di questo dinosauro (“dente del vulcano”) si riferisce ad alcuni denti aguzzi trovati insieme al resto delle ossa di questo animale, che includevano ossa delle zampe e un bacino. In realtà, i resti sembravano quelli di un erbivoro grande e pesante, e mal si combaciavano con le zanne da carnivoro. Nonostante ciò, il vulcanodonte, all'inizio della sua storia paleontologica, era ritenuto essere l'unico esemplare di prosauropode carnivoro. Ora si sa che i denti appartenevano a un tecodonte predatore di grosse dimensioni.